# Sun Wukong
Pour les articles homonymes, voir Le Roi des singes (homonymie) et Le Roi singe.
Dans ce nom chinois, le nom de famille, Sun, précède le nom personnel.
Sun Wukong (chinois simplifié : 孙悟空 ; chinois traditionnel : 孫悟空 ; pinyin : Sūn Wùkōng ; Wade : Sun¹ Wu⁴-k'ung¹ ; EFEO : Souen Wouk'ong ; cantonais Jyutping : Syun¹ Ng⁶hung¹), souvent traduit en français par le Roi des Singes ou Roi singe, est l'un des personnages fictifs les plus célèbres de la littérature chinoise classique. Ce singe, héros principal du roman de Wu Cheng'en, La Pérégrination vers l'Ouest, est le premier disciple du moine Tang Sanzang, qui est chargé de partir en Inde (à l'ouest) ramener les écritures sacrées du Bouddha en Chine (à l'est) et lui sert de garde du corps avec un dragon, Longwang Sanjun, un homme à tête de cochon, Zhu Bajie et un ogre, Sha Wujing.
Doué de parole et de conscience, il est connu pour sa force, sa rapidité et ses pouvoirs magiques extraordinaires, mais également pour son naturel espiègle et son passé d'irrépressible trouble-fête.
Il est aussi nommé en japonais Son Gokū (孫悟空) », en coréen Son Ogong (coréen : 손오공 / 孫悟空), en vietnamien : Tôn Ngộ Không (孫悟空), en thaï : เห้งเจีย (Heng Chia), en malaisien : Sun Gokong et en indonésien : Sun Go Kong.

## Histoire
Sun Wukong est né d'un rocher (comme le dieu Mithra) frappé par la foudre, ce qui a engendré un œuf de pierre.
À peine sorti de son œuf, il suivit un groupe de singes et les aida à franchir une cascade derrière laquelle se trouvait une grotte : Huaguoshan Dongtian (la Caverne Céleste du Mont des Fleurs et des Fruits). Pour cet exploit, il devint le Houwang (Roi des Singes) et le Roi de ce nouveau domaine. Il était heureux, mais après quelque temps, il s'ennuyait et se lamentait rien que de penser qu'il devrait mourir un jour.
Sur les conseils des vieux singes, il partit à la recherche d'un Maître qui saurait lui enseigner l'art de cultiver son corps et son esprit et devenir ainsi Immortel. Il finit par trouver ce qu'il cherchait au Mont de la Terrasse des Esprits d'un Pouce Carré de la Grotte de la Lune Penchée et des Trois Étoiles,, en la personne du Patriarche Putizushi ou Xuputi (Subhûti). Après avoir suivi l'entraînement du maître taoïste, versé dans tous les secrets de la Voie, il savait maîtriser 72 transformations et grimper sur les nuages grâce à sa faculté de jindou yun(筋斗云 / 筋斗雲, jīndòu yún), qui est de bondir et faire des acrobaties sur les nuages.
De retour dans son royaume, il apprit que ses sujets avaient été la proie d'un monstre, le Roi-Démon du Chaos, qui les persécutait. Il combattit et vainquit le monstre, mais décida qu'il fallait qu'il ait sa propre armée afin de protéger son domaine. Aussi, de nouveau sur les conseils des singes aînés, il alla chercher toutes les armes qu'il pouvait à la frontière du pays de Aolai et en équipa toute son armée. Mais devenu Immortel, lui-même n'arrivait pas à trouver une arme qui soit à sa mesure ; les singes aînés lui proposèrent de se rendre au Royaume des Mers de l'Est où résidait le Roi-Dragon qui aurait certainement ce qu'il cherchait. Sur place, dans son Palais de Cristal, il le contraignit à lui remettre ses meilleures armes. Aidé par sa femme et sa fille, le Souverain des Mers lui proposa le Pilier qu'utilisa jadis le Grand Empereur Yu pour combler la mer. Trouvant l'objet trop gros, il le fit rétrécir jusqu'à ce qu'il puisse le tenir en main ; il s'appelait Bâton de Bon-Plaisir Cerclé d'Or et il pouvait prendre la taille que son possesseur souhaitait : être aussi gros et grand qu'une montagne ou aussi petit et fin qu'une aiguille. Non content de ce larcin, il convoqua les trois autres Souverains des Mers et les força à lui remettre un casque d'or rouge à plumes de phénix, une cuirasse d'or, ainsi que des bottes merveilleuses brodées de perles pour marcher et courir sur les nuages. Son comportement envers les Rois-Dragons les amena à porter plainte auprès de l'Empereur de jade.
Comme était venu la fin de son existence, après une fête qu'il donnait, Sun Wukong s'endormit ivre ; et pendant son sommeil, il reçut la visite de deux émissaires des Enfers qui le garrottèrent et l'emmenèrent dans le Pays des Ombres. Persuadé qu'il y avait une erreur, il obligea les Dix Rois des Enfers à lui porter le Registre des Vivants et des Morts, et muni d'un pinceau, il raya son nom et celui de tous ses compagnons. Pour ce nouveau méfait, une autre plainte fut adressée à l'Empereur.
Informé, l'Empereur de jade voulut dépêcher immédiatement son armée pour punir l'insolent, mais l'Esprit de Vénus, le Très Blanc Astre de Métal intercéda en sa faveur et persuada le monarque de convoquer le rebelle au Ciel et de lui donner un titre ; ce fut celui de Bimawen, l’Écuyer Céleste, Responsable des Écuries du Ciel. Apprenant que ce grade était le plus bas de la hiérarchie, il s'enfuit et retourna dans son royaume, maudissant le Ciel et s'auto-proclamant Grand Saint Égal du Ciel, ; ce qui eut pour effet de vexer l'Empereur de Jade, qui envoya le Roi du Ciel Li et son fils, Nezha le Troisième Plus Haut Fils à la tête de son armée afin de le punir de son audace. Mais plus résistant qu'il n'y paraissait, le Roi des Singes parvint à vaincre ses adversaires, les uns après les autres, alors, à nouveau, Taibai Jinxing intervint et convainquit le monarque de lui accorder son titre, puisqu'il ne rimait à rien au Ciel et lui accorda en plus la garde du jardin des pêches célestes.
Arrivé au jardin, on lui expliqua que les pêches célestes prenaient des centaines d'années pour mûrir, et qu'elles procuraient l'immortalité à quiconque en mangeait ; lorsqu'il fut seul au milieu des pêchers, il dévora sans aucune retenue les plus beaux fruits. Plus tard, il reçut la visite des Yunu, suivantes de Xiwangmu l'Impératrice du Ciel, venues cueillir des pêches dans son jardin pour la grande fête donnée en l'honneur des plus grands Immortels du Ciel. Comme il n'était pas sur la liste des invités, il endormit les suivantes, se rendit à l'endroit du festin endormir les serviteurs et s'y gava de tout ce qu'il pouvait y trouver. Ivre, il atterrit dans le palais de Lao Tseu et s'empara des pilules d'immortalité que celui-ci réservait aux convives du Ciel. Conscient de ce qu'il avait fait, il regagna son royaume, sans oublier de piller à l'intention de ses petits compagnons ce qu'il avait trouvé lors de la fête.
Cette fois, les plaintes n'en finissaient plus de tomber à l'encontre du pillard et l'Empereur dut une fois de plus envoyer ses troupes cueillir le coupable ; mais une fois de plus celui-ci resta invaincu. À bout de souffle, le Grand Monarque reçut la visite de Guanyin qui lui recommanda de faire appel à son neveu, Erlang pour venir à bout du Singe rebelle. Convoqué à la cour, Erlang vint avec ses hommes et réussit là où tous les autres avaient échoué, mais aidé en cela par le patriarche Lao Tseu et la Grande Bodhisattva de la Compassion. Sun Wukong, enfin capturé, fut soumis à toutes les exécutions possibles, mais sans aucun résultat. Lao Tseu proposa alors de l'enfermer dans son Four aux Huit Trigrammes afin de lui retirer ses pouvoirs à jamais et le détruire. Alors que 49 jours s'étaient écoulés, on rouvrit le four et le Singe qui s'y était caché, en surgit soudainement ; et résolu à se venger, il décida de tout saccager dans le Ciel. Enragé, il fut confronté à Bouddha qui le défia de quitter la paume de sa main. Vexé, le Roi des Singes releva le défi et perdit ; le Grand Éveillé retourna sa paume et enferma le maudit Singe entre ses cinq doigts qu'il transforma en montagne, la Wuzhishan Montagne des Cinq Doigts (ou Dynamies). Prisonnier d'un coffre de pierre, le rebelle du Ciel devait purger ainsi 500 années de captivité, nourri de pilules de fer et abreuvé de jus de bronze fondu par les Shen, Esprits du lieu, jusqu'à ce que le moine Tang Sanzang vienne le délivrer et en fasse son disciple.
Ce jour arrive 500 ans plus tard. Comprenant que Wukong sera difficile à contrôler, Guanyin offre à Tang Sanzang un cadeau de Bouddha : un cercle magique, le Cercle d'Or ou Jinguquan  (金箍圈) qui, une fois que le Roi Singe sera amené à le mettre, ne pourra plus jamais être retiré. Lorsque Tang Sanzang incante un certain sutra, le diadème se resserre et provoque un mal de tête insupportable. Guanyin donne au Roi Singe trois cheveux spéciaux, à utiliser uniquement en cas d'urgence extrême. Sous la supervision de Tang Sanzang, Sun Wukong est autorisé à voyager vers l'Ouest pour y apporter les écritures sacrées du Bouddha.
Tout au long du roman, le Roi Singe aide fidèlement Tang Sanzang dans son voyage en Inde. Ils sont rejoints par Zhu Bajie (猪八戒 Zhū Bājiè) et Sha Wujing (沙悟浄 Shā Wùjìng), qui accompagnent tous deux le prêtre pour expier leurs crimes antérieurs. La sécurité de Tang Sanzang est constamment menacée par les démons et autres êtres surnaturels, ainsi que par les bandits, car ils croient qu'en mangeant la chair de Tang Sanzang, ils obtiendront l'immortalité et un grand pouvoir. Sun Wukong agit souvent comme garde du corps de Tang Sanzang pour lutter contre ces menaces. Le groupe rencontre une série de quatre-vingt-une tribulations avant d'accomplir sa mission et de retourner sain et sauf en Chine. Au cours du voyage, Sun Wukong découvre les vertus et les enseignements du bouddhisme. Là, il atteint la bouddhéité, devenant le « Bouddha combattant victorieux » (鬥戰勝佛 Dòu-zhànshèng-fó), pour son service et sa force. Nous voyons également que le Roi Singe connaît également le sort de Tang Sangzang et aussi ses connaissances dans bien d'autres choses, car à trois reprises, il savait que le moine était censé souffrir et il guérit également un roi qui était malade depuis de nombreuses années, et il connaît les propriétés d’herbes dont personne ne connaissait l’existence.

## Attributs
Entraîné par un maître taoïste, il connaît 72 transformations, mais parfois sa queue poilue qui dépasse indique sa véritable nature. Il peut devenir géant comme tout petit ; se transformer en insecte. S'il tire un de ses poils, le mâchonne et le recrache, il peut se multiplier à l'infini ; s'il lui ajoute du sang, il peut créer des clones des autres comme de lui-même. Il peut bondir sur les nuages et ainsi parcourir 108 000 lis d'un coup, ce qui lui permet d'aller très loin solliciter de l'aide pendant son voyage ; très fort, il est capable de faire face à une armée entière, mais peut parfois se voir dépassé. Ayant survécu après 49 jours au feu destructeur du four divin aux Huit Trigrammes de Lao Tseu, ses yeux ont gagné le don de reconnaître les démons polymorphes sous leurs différents avatars. Grâce aux flammes sacrées du fourneau, il acquiert la vision transcendante qui lui vaudra le sobriquet : Yeux de Feu et Pupilles d'Or. C'est ce qui l'amène parfois à quelques différends avec son maître Sanzang, qui peine à le croire, mais il avoue lui-même ses limites : il ne craint plus le feu depuis sa mésaventure dans le four de Laozi, mais il en a gardé une faiblesse et une crainte pour la fumée il peut voir jusqu'à 1 000 lis le jour et seulement 300 la nuit. Pour contrôler son énergie incommensurable et canaliser son caractère belliqueux, celui-ci lui fait porter un serre-tête en or donné par la Bodhisattva Guanyin, qui en récitant une prière, peut rétrécir et, ainsi, lui infliger une grande douleur en comprimant sa tête, si ses actes se révèlent contraires aux « préceptes du Bouddha » et principes bouddhistes.
Sun Wukong avoue être âgé de 800 ans quand il a mangé les pêches du Ciel et en avoir 27 000 actuels, il n'est pas très grand, à peine une toise (soit 1,30 m (4′ 3″) environ), il est d'aspect assez malingre, la peau sur les os, la tête en ogive, les joues creuses et on le prend souvent pour le Duc du Tonnerre à cause de son museau allongé. C'est justement à cause de sa petite taille et de son petit gabarit que les Monstres qu'il rencontre sur son chemin ne se méfient pas assez de lui ; c'est ce qui fait sa force. Son arme est une trique, le Bâton de Bon-Plaisir Cerclé d'Or indestructible pesant environ 13 500 livres (livre de Troy), dont la propriété magique est de grandir indéfiniment ou de rapetisser à la taille d'un cure-dent, qu'il peut cacher ainsi dans son oreille. Cette trique est très lourde, mais seul Sun Wukong est capable de la soulever et de la manier avec autant de dextérité, car sa force est incommensurable. Comme il eut une position assez haute dans la Hiérarchie Céleste, il peut se faire obéir des différents Esprits qui peuplent la planète, aussi le voit-on souvent convoquer les Ducs de la Terre et les Esprits des Montagnes pour l'aider quand le besoin se fait sentir, ainsi que les milliers d'autres qui appartiennent à la mythologie chinoise.
Dans Le Voyage vers l'Ouest, nombreuses sont les références à la cosmogonie et à la cosmologie chinoises. On y parle des Cinq éléments, du Yin et du Yang et des philosophies bouddhistes, confucianistes et Taoistes, Sun Wukong est souvent appelé le Singe de l'Esprit ou encore le Singe de Métal. En effet le personnage de Sun Wukong symbolise le Métal là où Zhu Bajie Porcet Huit-défenses représente la Terre, le moine chinois Tang Sanzang le Feu, Sha Heshang le Bois et le Dragon changé en cheval, Longwang Sanjun l'Eau, qui forment les Cinq éléments chinois. De même avec Tang Sanzang, Zhu Bajie et Sun Wukong qui représentent les trois courants de pensée chinoise : respectivement Bouddhisme, Confucianisme et Taoïsme.

## Dénominations
Le Singe Petit-Fils (孫猴子 Sun Houzi), sous-entendu Notre Ancêtre le Singe puisqu'il est plus vieux que tous les êtres humains, porte plusieurs noms :
- Singe de Pierre (石猿 Shixin ou 石猴 Shihou), nom donné à sa naissance
- Beau Singe-Roi (美猴王 Mei Houwang), nom donné par ses amis les singes lorsqu'ils le proclament roi
- Petit-Fils (孫 Sun), traduit par « Singet », car ce nom lui a été donné en raison de sa ressemblance avec le sinogramme homophone 猻 sun « singe »
- Conscient de la Vacuité (悟空 Wukong), nom donné par son maître 普提祖師 Putizushi ou 普提 Xuputi (Subhûti), à ce jour son nom le plus connu
- Doux Assistant des Chevaux (弼馬温 Bimawen), traduit par "épizoologue" ou "Ministre des Chevaux", titre donné par le Ciel
- Grand Saint Égal du Ciel (齊天大聖 Qitian Dasheng), nom auto-proclamé
- Il est plus souvent nommé Grand Saint (大聖 Dasheng) par les divinités qu'il rencontre
- L'Agité ou Singe de l'Esprit (心猿 Xinyuan), à cause de son agitation perpétuelle[16]
- Yeux de Feu et Pupilles d'Or (火眼金睛 Huoyan Jinjing), à la suite de son séjour dans le Four de 老子 Laozi
- Le Singe de Métal[17] (金猿 Jinxin)
- le Novice[18] (儒 (Ru) Shamen)
- Celui qui Marche ou Celui qui Pratique (la Voie) (行者 Xingzhe), faussement traduit par "le Voyageur", nom donné par 三藏Sanzang lors de leur rencontre, ses condisciples l'appellent Frère Aîné [19]
- L'Immortel d'Or de l'Unité Suprême (太一金仙 Taiyi Jinxian), nom donné par certains monstres
- Bouddha des Victoires au Combat (鬥戰勝佛 Dou Zhansheng Fo), nom donné par Bouddha à la fin de son voyage

## Dans la culture populaire moderne

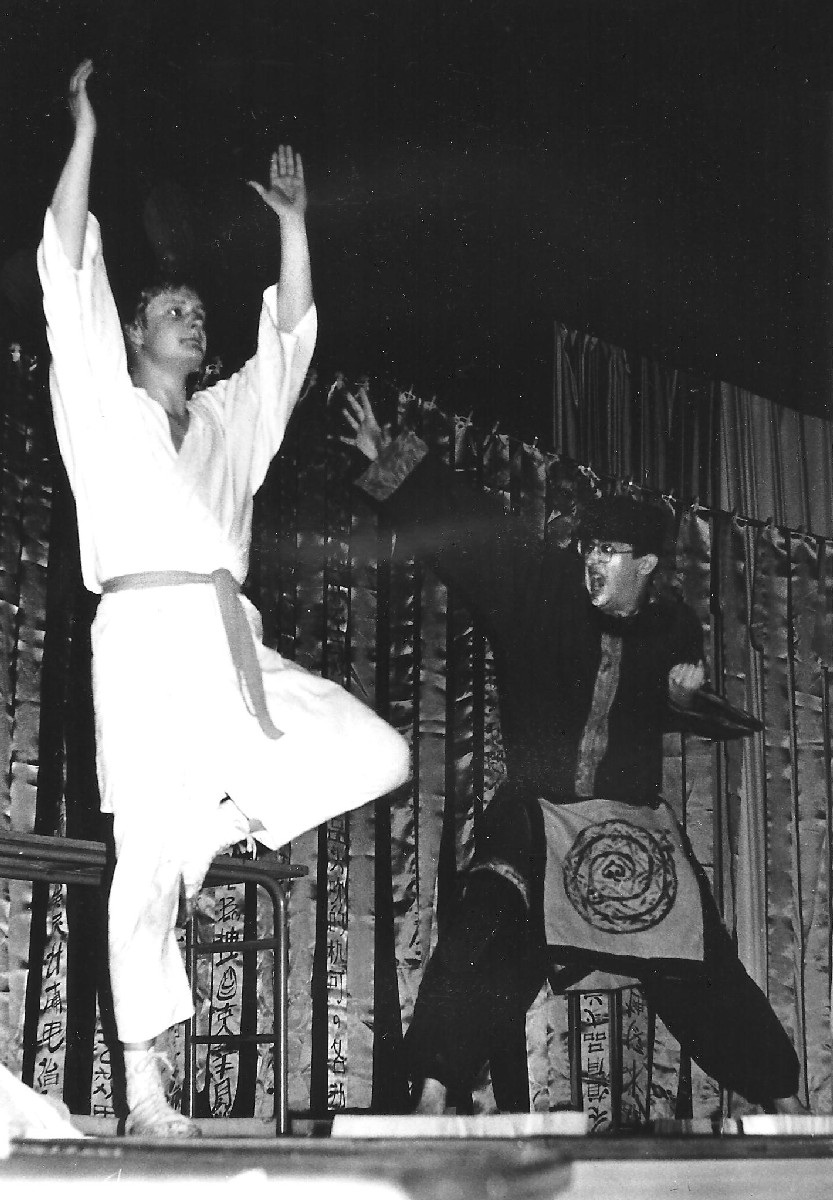
Sun Wukong dans une pièce tchécoslovaque de 1984.

Outre les diverses adaptations de La Pérégrination vers l'Ouest, Sun Wukong est devenu une figure populaire qui a inspiré plusieurs personnages de manga ou de jeux vidéo. Il s'agit du personnage principal dans les différents médias où il garde un aspect simiesque, un bâton télescopique ou encore se déplace sur un nuage, et apparaît sous les noms de Wukong, Son Goku (transcription japonaise), Monkey King ou Roi des Singes.
Il est le personne principal du jeu Monkey Hero (en) sur PlayStation. Dans la série de jeux vidéo Megami Tensei, Wukong (aussi appelé Seiten Taisei, ou Son Goku selon les jeux) est un puissant démon aligné avec le Chaos et appartenant à la race "dieu destructeur" ou "furie". Il est généralement associé dans les jeux à Hanumān. Il s'agit également de personnages jouables récurrent dans les jeux Hack ‘n’ slash ou multijoueur comme les jeux d'arène tel qu'Unruly Heroes, Summoners War: Sky Arena, Paragon, Heroes of the Storm, Dota 2, League of Legends, Heroes of Newerth, Smite, Warframe, TalesRunner (ko), ou Warriors Orochi 2.
Dans plusieurs films d'animation et bandes dessinées d'origine asiatique, Sun Wukong inspire fortement le protagoniste principal : dans la série de manga Dragon Ball d'Akira Toriyama, le personnage principal de Son Goku est un petit enfant doté d'une queue de singe et affublé d'un bâton magique appelé Nyoï Bo, pouvant s'agrandir à volonté,, ; Monkey D. Luffy de One Piece d'Eiichirō Oda est, de l'aveu de ce dernier, inspiré de Son Goku du manga Dragon Ball, et par extension du personnage de Sun Wukong ; The God of High School de Park Yong-Jae s'inspire du personnage Sun Wukong pour son personnage principal, Jin Mori-Jin, lui attribuant certaines caractéristiques du Roi des Singes (un bâton, un nuage magique, un tempérament belliqueux et espiègle…)[réf. nécessaire].
On retrouve cette figure dans d'autres mangas, comme Enma, aussi appelé le Roi des Singes, dans le manga Naruto, Saiyu, dans le manga Hunter × Hunter, ou Sun Wukong dans RWBY, tous ayant un lien avec la figure simiesque et étant liés à un bâton pouvant changer de taille.

### Littérature étrangère
- Le Singe égal du ciel de Frédérick Tristan
- Le Singe de Milo Manara

## Liens, notes et références

### Note: Noms originaux
1. ↑  西遊記
2. 1 2  三藏
3. 1 2  龍王三君
4. 1 2  豬八戒
5. ↑  沙和尚
6. ↑  花果山洞天
7. ↑  猴王
8. ↑  方寸山 斜月三星洞 fangcunshan Xieyue Sanxingdong
9. ↑  普提
10. ↑  云
11. ↑  太 (混世魔王 Hunshi Mowang
12. ↑  傲来
13. ↑  龍王 Longwang
14. ↑  水晶宫 Suijinggong
15. ↑  大寓(皇帝) Dayu (Houangdi)
16. ↑  如意金箍棒 Ru Yi Jingubang
17. 1 2  玉帝 Yudi
18. ↑  十閻王 Shi Yanwang
19. ↑  太白金星 Taibai Jinxing
20. ↑  弼馬温
21. ↑  齊天大聖 Qitian Dasheng
22. ↑  哪吒三太子 Nazha Santaizi
23. ↑  太白金星
24. ↑  玉女
25. ↑  西王母
26. ↑  老君
27. ↑  觀音菩薩
28. ↑  二郎
29. ↑  五手指山
30. ↑  神
31. ↑  火眼金睛 Huoyan Jinjing
32. ↑  雷公 Leigong
33. ↑  如意)金箍棒 Ru Yi Jingubang en japonais Nyoï Bo
34. ↑  土地公 Tudigong
35. ↑  山神 Sanshen
36. ↑  五形 Wuxing
37. ↑  阴
38. ↑  心猿 Xinyuan
39. ↑  金猿 Jinxin
40. ↑  金 Xin
41. ↑  土 Tu
42. ↑  火 Huo
43. ↑  木 Mu
44. ↑  水 Shui